# Fuchiba montana
Fuchiba montana là một loài nhện trong họ Trachelidae.
Loài này thuộc chi Fuchiba. Fuchiba montana được miêu tả năm 2008 bởi Haddad & Lyle.